# Katathym Imaginative Psychotherapie
Die Katathym Imaginative Psychotherapie (KIP) ist eine von Hanscarl Leuner in den 1950er Jahren unter dem Namen „Katathymes Bilderleben“ eingeführte, stetig weiterentwickelte psychodynamische Therapiemethode, die im Rahmen der tiefenpsychologisch fundierten Therapie eingesetzt wird. Im englischen Sprachraum wurde die Psychotherapie mit dem Tagtraum schon in ihren Anfängen unter dem Begriff Guided Affective Imagery (GAI) eingeführt. In Italien spricht man von Vissuto Imaginativo Catatimico (VIC), im französischen Sprachraum von psychothérapie d’imagination catathymique (PIC). Das emotionale Element der Imagination wird in dem Adjektiv „katathym“ (griech. κατά θυμόν kata thymon „vom Gemüt bewegt“, „dem Affekt folgend“) zum Ausdruck gebracht. Der in einigen Ländern synonym gebrauchte Begriff Symboldrama stellt dagegen das symbolische Element in den Vordergrund. Er weist darauf hin, dass sich die bildhaften Vorstellungen wie auf einer virtuellen Theaterbühne in Szene setzen. Im Zentrum der Methode stehen therapeutisch eingeleitete, dialogisch begleitete Tagträume (Imaginationen). Diese werden nah am sinnlichen, körperlichen und affektiven Erleben, szenisch und symbolisch ausgestaltet. Während des Tagtraums erfolgt ein verbaler Austausch mit dem Therapeuten, welcher die Imaginierenden mit verschiedenen Möglichkeiten der Intervention begleitet. Dementsprechend wird die katathyme Imagination auch als begleiteter Tagtraum bezeichnet. Der therapeutisch begleitete Tagtraum im Rahmen der KIP stellt einen seelischen Entwicklungsraum zur Verfügung. Die inneren Vorstellungsbilder ermöglichen einen emotionalen und kreativen Zugang zu unbewussten Prozessen, Wünschen und Verhaltensmustern, zur eigenen Person und ihren Beziehungen zu anderen Menschen.

## Geschichte der KIP

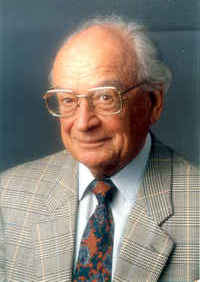
Hanscarl Leuner (* 8. Januar 1919 in Bautzen; † 22. Juni 1996 in Göttingen)

Während seiner Tätigkeit an der Psychiatrischen Universitätsklinik Marburg begann der Psychiater und Psychotherapeut Hanscarl Leuner in den ausgehenden 1940er Jahren, ein Forschungsinteresse für die therapeutische Anwendung von Imaginationen zu entwickeln. In dieser Zeit sammelte er bei Versuchspersonen auch Erfahrungen mit der Induktion von psychotischen Zuständen durch halluzinogene Drogen. Imaginationen, die aussagekräftige symbolische „Komplexe“ enthielten, waren sowohl durch psychoaktive Substanzen hervorzurufen als auch durch Entspannungssuggestionen in Verbindung mit der Fokussierung auf bestimmte Vorstellungsmotive symbolischer Art. Letzteres erwies sich für therapeutische Zwecke als günstiger, weil damit mehr auf die Verfügbarkeit von Ich-Funktionen und auf die Selbststeuerung gesetzt werden konnte.
Die ersten Forschungsergebnisse über das „experimentelle“ katathyme Bilderleben oder Symboldrama wurden in der Mitte der 1950er Jahre vorgelegt. Mit der Weiterentwicklung zu einer psychotherapeutischen Methode setzte sich dann zunächst die Bezeichnung „Katathymes Bilderleben“ (KB) durch, bis 1994 der umfassendere Begriff Katathym Imaginative Psychotherapie (KIP) eingeführt wurde. Dieser soll deutlich machen, dass der einzelne Tagtraum als KB integral in eine umfassendere Form der Psychotherapie eingebunden ist.
Leuner war ein vielseitiger Psychotherapeut, Forscher und Lehrer. Er war in der medizinischen Hypnose bewandert, hatte an sich selbst die Analytische Psychologie nach Carl Gustav Jung erfahren und blieb darüber hinaus offen für andere Strömungen in der Psychotherapie, insbesondere für die Psychoanalyse nach Sigmund Freud. Dieses Verfahren bot ihm den geeigneten metatheoretischen Rahmen für die Verortung des KB bzw. der KIP in der tiefenpsychologisch fundierten Psychotherapie als einer psychoanalytisch orientierten Methode.
Das Adjektiv „katathym“ entlehnte Leuner aus der klinischen Psychopathologie, in der damit das affektive Moment eines bestimmten wahnhaften Phänomens bezeichnet wurde. In seinen eigenen Schriften erwähnte Leuner eine ganze Reihe von Ansätzen anderer Autoren, auf die sein „Katathymes Bilderleben“ bezogen werden konnte: das „Bildstreifendenken“ von Kretschmer, das „Bildbewusstsein“ von Happich, das tiefenentspannte „Bildern“ von Frederking, die frühen Arbeiten von Silberer über die „Symbolik des Erwachens und Schwellensymbolik überhaupt“, das Autogene Training (AT) nach J.H. Schultz, die Aktive Imagination nach C.G. Jung, den gelenkten Wachtraum („rêve éveillé dirigé“) von Desoille.

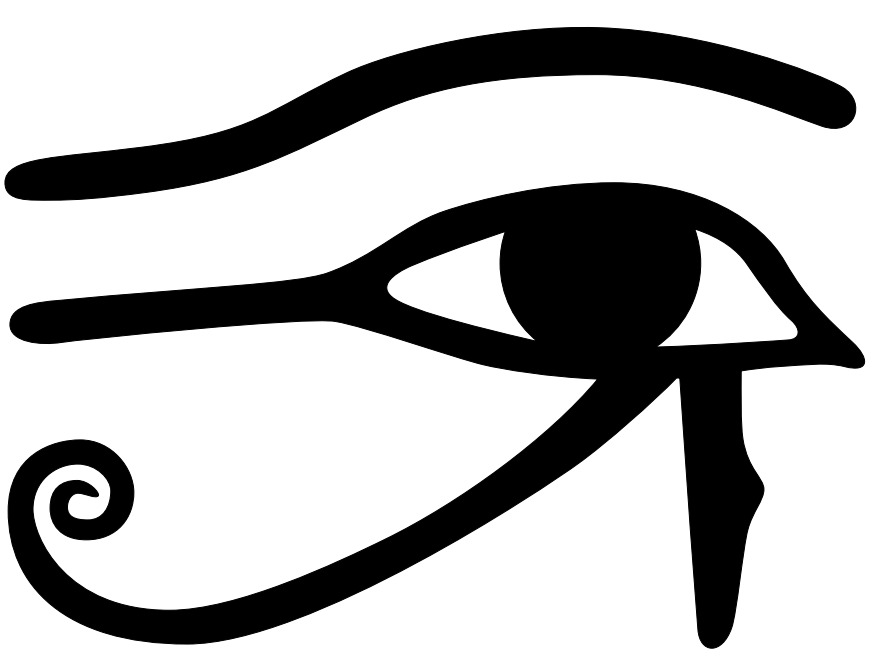
Das Horusauge, das Logo der Katathym Imaginativen Psychotherapie, hieß bei den alten Ägyptern „Uzat“: das Heile. Hanscarl Leuner wollte mit der Wahl eines solchen Emblems andeuten, dass in dem von ihm entwickelten Katathymen Bilderleben Dimensionen enthalten sind, die über rein verbal-kognitive Methoden hinausgehen. Im Rahmen der KIP steht dieses Bild symbolisch für den heilsamen Blick nach innen. Dieser im Tagtraum zugänglich zu machende Zwischenbereich von wachbewussten Reflexionen und unbewussten bildhaften Fantasien wird in der KIP therapeutisch genutzt.

Für die Imaginationsforscher Singer und Pope stellt Leuners Methode die „wohl systematischste unter den europäischen Ansätzen zur mentalen Imagination und zum Tagtraum“ dar. Das liegt nicht zuletzt daran, dass sich der Erfinder und Begründer des KB von Anfang an um eine gute Lehrbarkeit seiner Methode bemühte. Bis zur letzten Auflage des „klassischen“ großen Lehrbuchs wurde die KIP durchgängig wie beim AT in Grundstufe, Mittelstufe und Oberstufe eingeteilt, obwohl sich in Didaktik und Therapie mittlerweile eine an der Praxis orientierte Zweiteilung in Grund- und Aufbaustufe durchsetzt.
Nach der anfänglichen experimentellen Phase baute Leuner das KB konsequent zu einer klinisch anwendbaren Methode aus (siehe Vorgehensweise und Anwendung psychodynamischer Konzepte in der KIP). Schon bald gelang es ihm, Kollegen unterschiedlicher Provenienz für das KB zu interessieren, nicht ohne ihnen Impulse für die Entfaltung eigener Aktivitäten mit auf den Weg zu geben. Aus der Dozentenschaft „der ersten Stunde“ erwuchs demgemäß mit der Zeit – teilweise in Kooperation – eine große Anzahl neuer Möglichkeiten der Anwendung, u. a. von Edda Klessmann für die Familientherapie, von Günter Horn für die Behandlung von Kindern und Jugendlichen, von Leonore Kottje-Birnbacher für die Paartherapie und die Gruppentherapie, von Eberhard Wilke für die Behandlung von psychosomatischen Erkrankungen sowie von Ulrich Sachsse, Beate Steiner und Klaus Krippner für die Behandlung von Traumafolgestörungen. Nachfolgende Generationen der Dozentenschaft nahmen die genannten Konzepte auf, um sie fortzuführen, zu ergänzen und zu erweitern, oder sie entwickelten auch eigene Konzepte für neue Anwendungsmöglichkeiten. Einen Überblick zum bisherigen Stand bietet das Handbuch der KIP.
1974 wurde auf Leuners Initiative hin die „Arbeitsgemeinschaft für Katathymes Bilderleben und imaginative Verfahren in der Psychotherapie“ (AGKB) ins Leben gerufen und in Göttingen angesiedelt. Von der Arbeitsgruppe um Heinz Hennig wurde die Methode im Osten Deutschlands weiterentwickelt und gelehrt, zuletzt im Rahmen der „Mitteldeutschen Gesellschaft für Katathymes Bildereben und imaginative Verfahren in der Psychotherapie und Psychologie“ (MGKB) mit Sitz in Halle. Als Dachverband fungiert die „Deutsche Gesellschaft für Katathym Imaginative Psychotherapie“ (DGKIP).

### Internationale Verankerung der KIP
Die KIP wird mittlerweile in vielen Ländern des europäischen Kulturkreises angewendet und gelehrt. Die Methode verbreitete sich von ihren mitteleuropäischen Zentren in Deutschland, Österreich und der Schweiz in weitere Länder. Aktuelle Informationen über die Fachgesellschaften und ihr Lehrangebot sind über die Homepage der DGKIP einzuholen.
Die gesetzlichen Grundlagen für eine Ausübung von Psychotherapie im Allgemeinen und KIP im Speziellen variieren von Land zu Land. Zum aktuellen Stand kann man sich am besten über die genannte Homepage bzw. über die dort in Erfahrung zu bringenden Internetpräsenzen einzelner Fachgesellschaften orientieren. Unterschiede beziehen sich u. a. auf den Stellenwert der KIP als einer eigenständigen Methode und auf die Zugangskriterien zur Aus- oder Weiterbildung.
In Deutschland etwa kann die KIP im Rahmen der Psychotherapie-Richtlinien als eine besondere Methode der tiefenpsychologisch fundierten Psychotherapie betrachtet und angewendet werden, aber bislang nur von approbierten, spezifisch weitergebildeten Ärzten und Psychologen. (Stand: Oktober 2020)
Anderen Berufsgruppen werden für ihre Zwecke am „Institut zur Förderung der Imagination in Beratung und Supervision“ (IFI-BS) Kompetenzen zur professionellen Anwendung von Imaginationen vermittelt.
In Österreich stellen sich die berufspolitische wie die behandlungspraktische Situation gegenwärtig ganz anders dar als in Deutschland. Hier gilt die KIP als eine von mehreren eigenständigen Psychotherapieformen, welche auch von anderen Berufsgruppen (nach einem entsprechenden Propädeutikum) erlernt und mit der landesüblichen Lizenz schließlich praktiziert werden darf. (Stand: Oktober 2020)

## KIP und andere Behandlungsansätze
Die KIP kommt als Methode der Psychodynamischen Psychotherapie (PDT) bzw. der in Deutschland so genannten tiefenpsychologisch fundierten Psychotherapie oder Tiefenpsychologie (TP) zur Anwendung, die ihrerseits aus der analytischen Psychotherapie als eine eigenständige Weiterentwicklung hervorgegangen ist. Die von der Psychoanalyse abgeleiteten psychodynamisch orientierten Behandlungsformen zeichnen sich durch verschiedene Modifikationen der psychoanalytischen Psychotherapie aus, die eine flexible Adaptation an die Gegebenheiten des jeweiligen Patienten erlauben.
Die Modifikationen (siehe Vorgehensweise und Anwendung psychodynamischer Konzepte in der KIP) betreffen u. a. die Eingrenzung von Behandlungsschwerpunkten und Zielen, die geringere Behandlungsdauer und -frequenz, die therapeutische Zusammenarbeit im Gegenübersitzen und ein geringer zu haltendes regressives Moment, was üblicherweise mit einer reduzierten Tendenz zur Entwicklung problematischer Übertragungen einhergeht. Unterschiede finden sich auch hinsichtlich des Stellenwerts strategischer Überlegungen und aktiverer Vorgehensweisen, wobei die Grundprinzipien von Abstinenz und Neutralität unter bestimmten Bedingungen weniger strikt zu handhaben sind. Die KIP bringt in den Behandlungsrahmen der PDT zusätzliche Modifikationen ein, allen voran das Instrument des dialogisch begleiteten Tagtraums. So entstehen innerhalb von einzelnen Therapiestunden begrenzte Zeiträume für regressive Prozesse und für das symbolische Agieren auf einer Vorstellungsebene.
Vor dem Hintergrund einer psychoanalytisch basierten Grundhaltung, in der Prozesse von Abwehr, Widerstand, Übertragung und Gegenübertragung stets reflektiert werden, gibt die Psychodynamische Psychotherapie der KIP die Notwendigkeit von Anpassungen und Erweiterungen vor, indem sie sich auf ein breites Spektrum an Störungsbildern einstellt und sich hierfür eines flexiblen therapeutischen Repertoires bedient. Hierbei ist immer wieder auch die wohlüberlegte Integration von Interventionen aus anderen Therapieschulen angebracht. Neben verhaltenstherapeutischen und systemischen Elementen verweisen die zitierten Therapeuten der PDT ausdrücklich auf imaginative Techniken.
Die Integration von Techniken und Methoden mit Herkunft aus anderen Therapieschulen gehört seit langem zur Behandlungspraxis der KIP. Schon im Lehrbuch von Leuner trifft man neben der Psychoanalyse, der Analytischen Psychologie und dem Autogenen Training auf eine ganze Reihe von weiteren Ansätzen, u. a. aus der Verhaltenstherapie und der Klientenzentrierten Psychotherapie. Darüber hinaus hat die KIP bereits in ihren Anfängen Elemente aus der Hypnosetherapie einbezogen, mit deren Techniken sich Leuner gut auskannte. In späteren Jahren öffnete er sich auch für systemische Sichtweisen. Publikationen nachfolgender Tagtraum-Therapeuten beschäftigen sich mit Überschneidungsbereichen und Unterschieden zu verschiedenen Behandlungsansätzen, z. B. zur Verhaltenstherapie, zur Hypnotherapie und zur systemischen Therapie.
Im Rahmen der KIP ist es einerseits möglich, Techniken aus unterschiedlichen Therapieformen zu entlehnen und zu adaptieren, andererseits kann die KIP als solche auch mit einzelnen Methoden gut kombiniert werden, wie zum Beispiel mit dem Psychodrama. Während sich Veränderungen in der KIP zunächst im virtuellen intrapsychischen und intersubjektiven Raum der Imagination abspielen, nutzt das Psychodrama als ein ebenfalls imaginationsbasiertes Verfahren vorrangig die konkrete Aktion des Protagonisten auf einer im konkreten Raum der Therapie erfahrbaren psychodramatischen Bühne. Hier setzt die für das Psychodrama spezifische Neukonstruktion der Wirklichkeit an (Surplus-Realität).

## Wissenschaftliche Grundlagen, Kernpunkte von Diagnostik und Therapie

### Neurobiologische und kognitionswissenschaftliche Aspekte des Gedächtnisses
Das Gehirn steht mit der äußeren Umwelt und dem inneren Milieu des Körpers durch Sinnesorgane und Nerven in ständigem Kontakt. Es ist über das Hormon- und Immunsystem in „gedächtnistragende“ Systeme integriert. Die dem Nervensystem eigene Neuroplastizität ermöglicht eine adäquate Anpassung der neuronalen Strukturen und -funktionen an die Anforderungen der Umgebung. Schon vor der Geburt werden Strukturen angelegt, die für einfache Lernvorgänge wie sinnliche Wahrnehmung, körperliche Empfindungen, Emotionen und Bewegungen taugen. Beim frühen „impliziten“ (d. h. nicht-bewussten) Lernen verläuft das Einprägen von Beziehungsprozeduren ohne willentliche Steuerung. Dennoch sind die Gedächtnisinhalte im Langzeitgedächtnis ständig verfügbar. Mit der Ausreifung des Limbischen Systems im 9. Lebensmonat vernetzen sich die Hirnstrukturen weiter. Das Limbische System gilt als neuronale Schaltstelle für die emotionale Bewertung von Situationen. Es wird mit dem präfrontalen Cortex (PFC) verbunden, einem Hirnareal, das u. a. maßgeblich an der Handlungsplanung und -steuerung beteiligt ist. In der „Neun-Monats-Revolution“ ereignet sich ein gewaltiger Fortschritt der Gedächtnisbildung, bei dem sich frühe Bindungserfahrungen mit wichtigen Bezugspersonen verdichten und zur Basis für ein fortgeschrittenes Selbstempfinden werden.
Das Autobiografische Gedächtnis speichert zusammen mit dem Episodischen Gedächtnis alle Erfahrungen, die das Material der Biografie ausmachen. Das Episodische Gedächtnis wird dem „expliziten“ (bewusst zu machenden) und „deklarativen“ (in Sprache zu fassenden) Gedächtnis zugerechnet. Dort gespeicherte Erinnerungen formen sich mit zunehmender Sprachkompetenz sowie mit Fortschritten im Selbsterleben weiter aus. Dazu gehören das Erkennen bedeutsamer anderer Personen als Gegenüber sowie die Fähigkeit, Zeit wahrzunehmen. Im Episodischen Gedächtnis aktivierte Erinnerungen kommen stets auch in Kontakt mit impliziten, nicht in Sprache gefassten Inhalten. Diese werden bei jedem Abruf in der Gegenwart umgeformt und sind daher nicht deckungsgleich mit der ursprünglich erlebten Realität.
Erinnern aktiviert die Gedächtnissysteme und die neuronalen Netzwerke. In der Neuroplastizität liegt ein neuronal basierter Ansatz begründet, den sich die KIP zunutze macht, um durch Wiederholung und Redundanz nachhaltig wirksame Entwicklungen zu erzielen.

### Affekte, Emotionen, Gefühle
Affekte sind intensive biologisch-psychologische Phänomene. Sie werden durch äußere Anlässe oder innerpsychische Vorgänge ausgelöst. Durch sie werden Bedürfnisse vermittelt oder befriedigt. Emotionen haben eine wichtige Vermittlerfunktion zwischen Wahrnehmen und Handeln. Durch sie wird Wahrgenommenes und Empfundenes vor einer durch Motorik in Gang gesetzten Aktion auf seine positiven oder negativen Auswirkungen hin abgewogen. Gefühle hingegen benötigen die sprachlichen und bewussten Gedächtnisnetzwerke. Durch diese vermittelt, sind Affekte und Emotionen in Form von Gefühlen zu erfassen, die als Gedanken innerlich verarbeitet werden und in Worten oder Gesten ihren Ausdruck finden. Verbal ansetzende Therapieformen kommen in der Kommunikation über Gefühle an die zugrundeliegenden Emotionen und Affekte heran. Körper- und bewegungsbezogene Therapieformen haben weitergehende Möglichkeiten des Zugangs, wie sie auch in der KIP zu nutzen sind. Dies basiert auf dem Element der Imagination im Sinne des affektgetragenen („katathymen“) Bilderlebens und dem damit einhergehenden, vermittelnden Element des Symbols.

### Imagination
Integraler Bestandteil der KIP ist die katathyme Imagination in Form des dialogisch begleiteten Tagtraums. Die Imagination als solche (lat. imago „Bild“) unterscheidet sich vom Nachttraum, vom wachen Fantasieren und vom Visualisieren in vielfacher Hinsicht, z. B. durch die Willenskomponente und den Bewusstseinsgrad. Informationen aus allen fünf Sinneskanälen und den Körperwahrnehmungen werden hierbei in einer amodalen Form zusammengebracht. Das ermöglicht eine Vernetzung mit bereits gespeicherten emotionalen und kognitiven Informationen und liegt der Symbolbildung zugrunde. Die Imagination und ihre Symbolik verbinden sich mit dem zugehörigen Affekt. Die katathyme Imagination wird vom emotionalen Erleben getragen und gelenkt, beeinflusst es aber auch ihrerseits. Seelische Inhalte wie Empfindungen und Aspekte von Beziehungen werden durch die Imagination in szenische Vorstellungen von sinnlicher, real anmutender Qualität umgesetzt. Imaginationen entstehen aus der gegenwärtigen Situation heraus, greifen Episoden aus der Vergangenheit auf oder weisen prospektiv in die Zukunft. Sie umfassen mehrere Sinnesqualitäten, sind plastisch, farbig und mehrdimensional in räumlicher wie in zeitlicher Hinsicht. Sie werden als eine bedeutsame innerlich vorgestellte Realität empfunden, welche dennoch immer von einer äußeren Realität abgrenzbar bleibt. Während der Imagination bleibt das Wissen darüber erhalten, dass es sich hierbei um Fantasiebilder handelt, die aber im Gegensatz zu gedanklichen Vorstellungen ein unwillkürliches, spontanes Element aufweisen.

### Symbol
Im Symbol (griech. σύμβολον symbolon „Zusammengesetztes“, „Merkmal“, „Sinnbild“) sieht der Philosoph Cassirer ein „Zeichen, dem der Geist Bedeutung zuspricht“. Dabei steht das Symbol für etwas dahinter Liegendes. Das im Tagtraum innerlich geschaute Objekt steht für etwas Anderes in der äußeren oder inneren Welt und wird gleichzeitig zum Träger von Bedeutungen. Symbole in der Imagination vermitteln sich sinnlich und anschaulich, real präsent oder in der Vorstellung existierend. Sie sind tief im Empfinden für körperliche wie auch affektive Vorgänge verankert und in ihrem Bedeutungsgehalt vielschichtig determiniert. Dabei tragen sie Bedeutungen, die über das beobachtete Phänomen hinausweisen und sind in der Lage, Wirkungen zu entfalten, die nicht primär in Worte zu fassen sind.

### Symbolisierung im Tagtraum
Symbolisieren bedeutet das Umsetzen von komplexen Zusammenhängen in die Sprache des Symbols. Das Symbolisierungsvermögen gehört gleichsam zur phylogenetisch mitgegebenen Grundausstattung des Menschen, doch muss die konkrete Fähigkeit zur Symbolisierung vom einzelnen Individuum im Laufe seiner Ontogenese erst erworben werden. In der Imagination kann das Symbol die Vergangenheit verdichten und verschlüsseln oder auf Zukünftiges hinweisen. Unter Berücksichtigung des Therapiegeschehens ist zu prüfen, für welche Aspekte die vorgestellten Inhalte wohl symbolisch stehen mögen: eher für das imaginierende Subjekt, für seine „Objekte“ bzw. Bezugspersonen, für die Übertragung oder für aus dem Prozess heraus entstandene Übergangsphänomene. Bei der Einleitung einer Imagination wirkt der Motivvorschlag des Therapeuten wie ein vorgegebenes Symbol. Ressourcen werden aktiviert und Probleme aktualisiert, deren therapeutische Bearbeitung im Tagtraum durch Aktivierung relevanter Episoden möglich ist („Episodenaktivierung“). Patienten, die infolge von Störungen der Interaktion zwischen Kleinkind und Betreuungsperson in ihrer Symbolisierungsfähigkeit beeinträchtigt sind, können durch Imaginationen im Rahmen der KIP im Sinne einer Nachreifung in ihrer Fähigkeit zum Symbolisieren und zum Verstehen von psychisch bedingten körperlichen Reaktionen gefördert werden. Hierbei spielt die Bereitstellung von Bindungsrepräsentanzen durch den Therapeuten eine wesentliche Rolle.
Die Fähigkeit, sich selbst und andere Personen als fühlende, denkende, intentionale Wesen zu verstehen und sich in den Anderen einzufühlen, wird als Mentalisierung bezeichnet. Die KIP bietet auf der Basis hinreichender Bindungssicherheit in der therapeutischen Beziehung eine Reihe von technischen Möglichkeiten zur Förderung des Symbolisierungsvermögens und der Fähigkeit zur Mentalisierung (siehe Indikationsbereiche).

## Vorgehensweise und Anwendung psychodynamischer Konzepte in der KIP

### Vorgehensweise und Verlaufsstruktur einer KIP

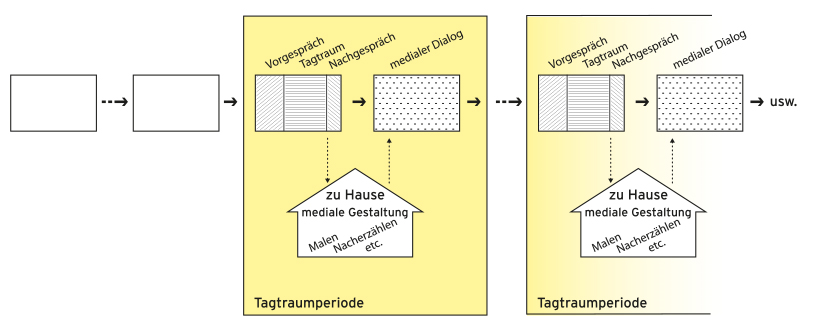
Typischer Verlauf einer Katathym Imaginativen Psychotherapie (KIP) aus Ullmann (2017, S. 33)

Vorgehen, Ablauf: Die Imagination in der KIP ist eingebettet in das psychodynamische Grundverfahren. Das heißt, dass psychodynamische Prinzipien bei der Motivfindung, der Entspannungsphase, der therapeutischen Begleitung und der Nachbearbeitung zu berücksichtigen sind (siehe KIP und andere Behandlungsansätze).
Motivfindung: Der Therapeut überlegt sich zunächst ein für den Behandlungsprozess stimmiges, zielführendes Motiv im Sinne eines symbolisch darzustellenden Themas, unter dem der Tagtraum anfänglich stehen soll (z. B. „eine Blume“). Das einleitende Motiv kann eines der sogenannten „Standardmotive“ sein, die in den Anfangszeiten der KIP aus überwiegend triebdynamischen und objektbeziehungstheoretischen Überlegungen heraus entwickelt wurden. Hinzu kommen Ressourcen fördernde Motive, die Aspekte von Selbstwirksamkeit, Entspannung, Stärkung und Sicherheit beinhalten. Letztere dienen der Stabilisierung, speziell in der Katathym Imaginativen Psychotraumatherapie (KIPT). Auch konfliktorientierte Motive sind möglich, z. B. mit dem Ziel einer symbolischen Konfrontation mit vorgestellten Gestalten (im Rahmen der sogenannten „Symbolkonfrontation“). Dazu kommen Motive, die sich aus dem vorhergehenden Gespräch ergeben (z. B. „eine Landschaft, passend zu Ihrem Gefühl“). Das Motiv ist als ein Vorschlag zu verstehen. Die Richtung, in die sich die Imagination entwickelt, bestimmt im Wesentlichen der Patient. So kann sich aus einer ressourcenorientierten Motivvorgabe eine konfliktorientierte Imagination ergeben und umgekehrt.
| Der begleitete Tagtraum wird in der Regel durch ein sogenanntes Motiv eingeleitet, das in symbolischer Einkleidung bestimmte thematische Anregungen enthält. Für die Grund- und Aufbaustufe der Methode steht eine Reihe von bewährten Standard-Motiven zur Verfügung. Motive können aber auch individuell und situationsbezogen formuliert werden. Mit dem Grundstufen-Motiv "Berg" lässt sich z. B. das Anspruchsniveau einer Person symbolisch fokussieren, während die individuelle neurotische Arbeitshemmung durch ein speziell angepasstes Motiv wie "Blockade" gut ins Bild zu setzen wäre. |

Setting und Entspannungsphase: Die KIP wird im Liegen oder Sitzen, zumeist mit geschlossenen Augen durchgeführt. Die Entspannungsphase kann kürzer oder länger gehalten werden. Erfahrungsgemäß verstärken sich Entspannung und regressive Tendenzen im Laufe der Imagination.
Therapeutische Begleitung: Nach Entspannungseinleitung und Motivvorgabe bleiben Patient und Therapeut typischerweise während der Imagination in sprachlichem Austausch. Der therapeutische Begleitungsstil ist von einer grundsätzlich gewährenden, auf den notwendigen Schutz bedachten Haltung geprägt. Die therapeutischen Interventionen können eingeteilt werden in klärende und differenzierende (W-Fragen: Wer? Wo? Was? Wie? usw.), sinnesorientierte (Hören, Fühlen, Sehen usw.), gefühlsorientierte und -vertiefende (auch und gerade bezogen auf das Körpergefühl), tempoorientierte (je nach Situation verzögernd oder beschleunigend), lösungsorientierte (Was könnte helfen?) und konfrontative oder ermunternde.
Ende der Imagination: Die Imaginationsdauer kann beträchtlich variieren: meist beträgt sie etwa 10 bis 25 Minuten, in besonderen Situationen auch bis zu ungefähr 40 Minuten (z. B. im Fall einer intensiven Symbolkonfrontation), bei Kindern auch wenige Minuten. Mit der Aufforderung, ein stimmiges Ende zu finden, die letzte Szene allmählich verblassen zu lassen, die Sinne wieder nach außen zu orientieren und mit Körperspannung den Kreislauf zu aktivieren, wird die Imagination beendet. Das direkte Nachgespräch wird eher kurz gehalten, die Imagination soll vor allem emotional nachwirken können.

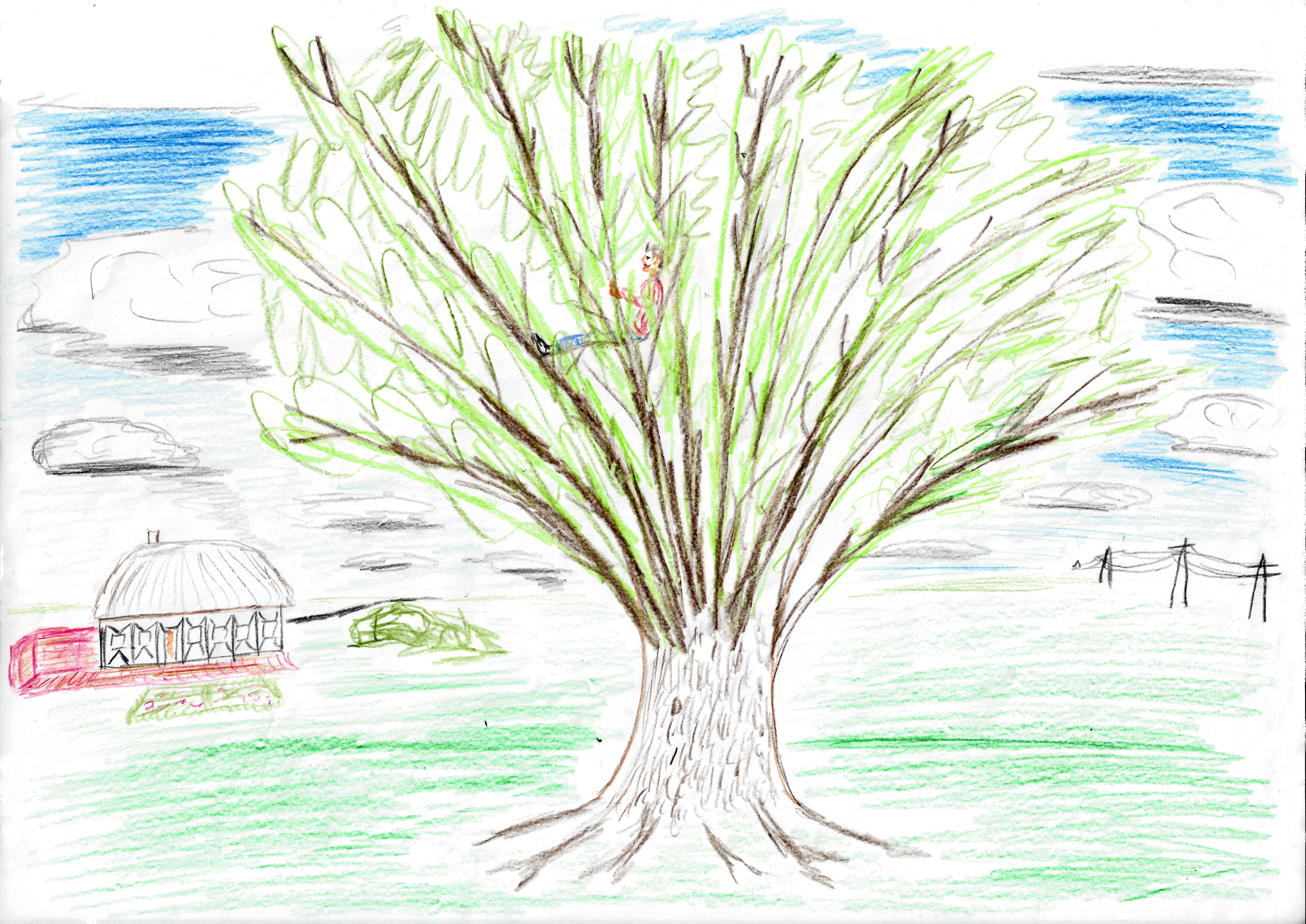
Beispiel einer KIP-Nachbereitung, Bild zum Motiv „Baum“

Gestaltung der Imagination, Nachbereitung, Frequenz: Standardtechnisch wird aufgefordert, ein Bild zum Tagtraum zu malen. Kinder malen meist unmittelbar nach dem Tagtraum. Gelegentlich wird auch dazu ermuntert, ein nacherzählendes Protokoll anzufertigen. Grundsätzlich sind noch andere Formen der Nachgestaltung möglich (Collagen, Plastiken o.a.). In den darauffolgenden Stunden wird die Imagination nachbereitet, nicht zuletzt auch anhand der jeweiligen Gestaltungsformen. Mit Rücksicht auf die klinische Situation und den Stand des therapeutischen Prozesses ergeben sich Unterschiede in der Frequenz von Imaginationen: einen Tagtraum etwa alle 3–4 Therapiestunden durchzuführen ist üblicher Standard, mitunter wird in jeder Sitzung eine Imagination durchgeführt, z. B. in Krisensituationen und bei manchen Kindertherapien.
Phasen des therapeutischen Prozesses: Der katathym imaginative Prozess durchläuft in der Regel mehrere Phasen, in denen jeweils bestimmte Aspekte im Vordergrund stehen. Zunächst wird es eher um diagnostische Aspekte und um die Konsolidierung der therapeutischen Beziehung gehen, dann um ressourcenorientierte und strukturbildende Aspekte, gefolgt von konfliktorientierten und konfrontativen Phasen. Zum Ende hin geht es um Rückblick und Ausblick, schließlich wird auch der Abschied thematisiert.

### Psychodynamische (tiefenpsychologische) Konzepte in der KIP
Der therapeutisch begleitete Tagtraum weist im Hinblick auf das Verständnis von Phänomenen und psychodynamischen Zusammenhängen einige Gemeinsamkeiten mit dem nächtlichen Spontantraum auf. In der Diagnostik und in der Nacharbeit zu den therapeutisch induzierten Tagträumen der KIP werden entsprechende Konzepte der Traumdeutung Sigmund Freuds (z. B. Symbolisierung, Primär- und Sekundärprozess) berücksichtigt. Im Unterschied zum Nachttraum wird die Imagination in der KIP ko-kreativ entwickelt und ist steuerbar. Unbewusstes wird in aktivem Austausch symbolisiert und im Nachgespräch dem Bewusstsein narrativ zugänglich gemacht. Dies ermöglicht eine symbolische und kreative Externalisierung. Zudem werden über die Episodenaktivierung (siehe KIP und andere Behandlungsansätze) wichtiger Beziehungserfahrungen vorher nicht verbalisierbare Gefühle zugänglich und benennbar. Sie können in einer Art von impliziter, symbolischer Katharsis in den Dienst der Affektregulierung gestellt, als Emotionen differenziert wahrgenommen und im Rahmen der therapeutischen Beziehung verarbeitet werden.
In der Imagination bieten sich Ansätze, Selbstwirksamkeit zu üben, indem eigene Ressourcen (z. B. als „sicherer Ort“) erarbeitet oder hindernde Situationen im Tagtraum (z. B. über Motive wie „ein Stein im Weg“ oder „ein bedrohlich wirkendes Tier“) bewältigt werden. Die KIP lässt sich in ihrem Prozesscharakter als Erarbeitung eines „Übergangsraumes“ oder „potentiellen Raumes“ nach Winnicott auffassen. Im Sinne des Mentalisierungskonzepts ist die KIP geeignet, strukturbildend zu wirken, weil sie unter anderem die Symbolisierung einübt (siehe KIP und andere Behandlungsansätze) und den Als-ob-Modus wie auch den Modus der psychischen Äquivalenz integriert. Der Tagtraum und die auf ihn folgende Nacharbeit ermöglichen über eine „Deutung mit Metapher“ eine sehr persönliche und damit bedeutungsvolle Verankerung von therapeutischen Erkenntnissen. In der unmittelbaren Eindrücklichkeit der Imaginationen und der Einsicht in ihre Bedeutung – gerade auch im Zusammenhang mit der Symbolisierung von inneren Konflikten – finden sich Berührungspunkte zu der von Balint beschriebenen Flash-Technik.

## Indikationsbereiche
Die Katathym Imaginative Psychotherapie (KIP) kann den Psychotherapie-Richtlinien des Gemeinsamen Bundesausschusses (2009) entsprechend im Rahmen eines tiefenpsychologisch fundierten Psychotherapiekonzeptes durchgeführt werden. 
Die Behandlung unterschiedlicher Krankheitsbilder orientiert sich an einer diagnostischen Trias. Diese dient der Differenzierung zwischen neurotischen Störungen mit reifer Ich-Struktur, ich-strukturellen Störungen mit Störungen der Beziehungsgestaltung und/oder traumabedingten Störungen. Anfangs kam die KIP in der Behandlung von Patienten zum Einsatz, bei denen eine ausreichende Symbolisierungsfähigkeit und ausgereifte seelische Abwehrmechanismen im Umfeld der Verdrängung vorliegen. Bei der Behandlung dieser neurotischen Störungen und der zugrundeliegenden intrapsychischen Konflikte entfalten die Symbole auf der Bildebene ihre Wirkung ohne weitere therapeutische Deutungen. Später wurde das Indikationsspektrum auf die Behandlung von Patienten mit ich-strukturellen Störungen und Störungen im Bereich von Bindung, Symbolisierungsvermögen und Mentalisierungsfähigkeit ausgeweitet. Diese Patienten benötigen je nach Struktur- oder Funktionsniveau zur Nachreifung ihrer Persönlichkeit eine therapeutisch induzierte und begleitete Entwicklungsförderung. Bei der Therapie der entsprechenden Krankheitsbilder wird eine störungsspezifisch angepasste, sogenannte implizite Technik der KIP angewendet. Diese implizite, d. h. unterhalb der Bewusstseinsschwelle zur Wirkung kommende Technik vermittelt früh beeinträchtigten Patienten eine gewisse nachträgliche Erfüllung tiefliegender Bedürfnisse und fördert ihre Kreativität wie auch ihre Symbolisierungsfähigkeit.
Die Behandlung von Patienten mit akuter oder komplexer Traumatisierung durch die Katathym Imaginative Psychotraumatherapie (KIPT) stellt eine Spezialisierung und Erweiterung der KIP dar (siehe Anwendungsformen). Wie in allen modernen Traumatherapien besteht die KIPT aus einer Abfolge von Stabilisierung, Traumabearbeitung und Integration in die Persönlichkeit. Konflikt-, Struktur- und Traumapathologie schließen einander nicht aus. Daher bedarf jedes Krankheitsbild einer genauen Diagnostik und einer an den strukturellen Gegebenheiten ausgerichteten Behandlungspraxis.
Indikationen für die KIP bei Erwachsenen:
- Akute und chronische Belastungsreaktionen, z. B. Erschöpfungsdepression oder Burn-out-Syndrom

- Neurotische Symptome und neurotische Strukturen, z. B. Phobien, Angstneurosen, depressive Struktur

- Ich-strukturelle Störungen, Persönlichkeitsstörungen, bei denen die soziale Anpassungsfähigkeit erhalten ist
- Posttraumatische Belastungsstörung

- Psychosomatische Erkrankungen, z. B. Anorexia nervosa, Asthma bronchiale, Colitis ulcerosa oder bestimmte Formen der Arteriellen Hypertonie

- Somatopsychische Störungen, z. B. nach Krebserkrankungen, Verarbeitung von Unfallfolgen

Indikationen für die KIP bei Kindern und Jugendlichen:
- Akute Belastungsreaktion z. B. frisches Trauma, Elterntrennung
- Posttraumatische Belastungsreaktion
- Depressive Syndrome, Angst- und Zwangsstörungen, z. B. Trennungsangst, Prüfungsangst
- Psychosomatische Erkrankungen, z. B. Neurodermitis, Asthma bronchiale, nichtorganische Enuresis, Anorexia nervosa
- Adolezentenkrisen nicht akut psychotischer Art, z. B. Ablösungskrisen, Identitätskrisen[80]

- Familientherapeutische Interventionen, Elternarbeit

Kontraindikationen für die KIP:
- Akute hirnorganische Störungen, z. B. Enzephalitis
- Schwere kognitive Einschränkungen, z. B. bei fortschreitender Demenz oder spracheinschränkender, schwerer Beeinträchtigung der intellektuellen Lern- und Leistungsmöglichkeiten
- Schwere soziale Anpassungsstörungen, z. B. Dissozialität
- Akute affektive und psychotische Störungen, z. B. schwere depressive Phase
- Abhängigkeitserkrankungen mit fortgesetztem Suchtverhalten, z. B. Polytoxikomanie

## Anwendungsformen
Am häufigsten wird die KIP als Einzeltherapie in der psychodynamisch begründeten Kurzzeittherapie und Langzeittherapie eingesetzt, des Öfteren in Kriseninterventionen und immer wieder auch in Verbindung mit analytischen Psychotherapien als Langzeitbehandlungen.
Die Gruppentherapie mit KIP (G-KIP) stellt eine Weiterentwicklung der psychoanalytisch-orientierten bzw. tiefenpsychologisch fundierten Gruppentherapie dar. Die Gruppensitzungen sind hier charakterisiert durch ein spezielles Setting, das den Wechsel von reinen Gesprächsphasen, gemeinsamen Imaginationen in der Gruppe und spezifischen nachfolgenden Gesprächen vorsieht, in denen das Erlebnismaterial unter gruppendynamischen wie unter psychodynamischen Gesichtspunkten betrachtet wird.
Die psychotherapeutische Behandlung von Kindern und Jugendlichen mit KIP erfordert aufgrund der jeweils unterschiedlichen Entwicklungsreife ein individuell abgestimmtes therapeutisches Vorgehen. In speziellen therapeutischen Situationen können Eltern und Kinder gemeinsam imaginieren.
In der Paartherapie mit der KIP stellen sich in gemeinsamen Imaginationen die Interaktionen der beiden Partner, wie auch deren Wünsche, Bedürfnisse und Konflikte dar. Diese Inhalte sind sowohl tiefenpsychologisch als auch systemisch-lösungsorientiert aufzugreifen und weitergehend zu verarbeiten.
Ebenfalls in einer Kombination von systemischem und psychodynamischem Denken ist Familientherapie mit der KIP möglich. Eine besondere Form der Imagination im Einzelsetting ist die „innere Familienaufstellung“ des jeweiligen Patienten.
Die Katathym-Imaginative Psychotraumatherapie (KIPT) stellt eine spezialisierte Variante der KIP zur Behandlung von Patienten mit psychischen Traumata dar. Durch ein spezifisches Einbeziehen imaginativer Techniken kann die therapeutische Beziehung zwischen Patient und Therapeut geschützt bleiben. Sowohl die verbale Behandlungstechnik als auch die Motivvorgaben werden an die Notwendigkeiten komplexer psychischer Traumatisierungen angepasst. Nachhaltig stabilisierende Techniken, Aspekte der Traumakonfrontation, das Durcharbeiten intensiver Affekte (wie etwa Trauer, Scham oder Wut) und das Ziel einer Integration des Traumas in die Persönlichkeit gehören zu den wesentlichen Elementen dieser Therapieform.
In der praktischen Arbeit mit traumabedingten und strukturellen Störungen gibt es eine ganze Reihe von Therapeuten, die KIP erfolgreich mit anderen Ansätzen kombinieren, z. B. mit der Dialektisch-Behaviorale Therapie nach Marsha M. Linehan.
Insgesamt wird die KIP mit all ihren Behandlungstechniken und Modifikationen sowohl in ambulanten Bereichen wie psychotherapeutischen Praxen, Beratungsstellen, psychiatrischen und psychotherapeutischen Ambulanzen als auch in stationären Bereichen wie psychotherapeutischen, psychosomatischen und psychiatrischen Kliniken oder Tageskliniken angewendet.
KIP lässt sich kombinieren mit anderen Psychotherapieformen und Behandlungsansätzen wie z. B. mit dem Psychodrama oder der therapeutischen Arbeit mit sogenannten „konkreten“ Symbolen. Darüber hinaus gibt es katathym imaginative Ansätze in Supervision und Coaching.

## Wirkfaktoren, klinische Evidenz, wissenschaftliche Evaluation

### Wirkdimensionen
Das Bewusstmachen von unbewussten Konflikten und deren Veränderung im Durcharbeiten gehört zu den Wirkfaktoren, die für die Psychodynamische Psychotherapie wie für die KIP gültig sind. Die KIP vermag das implizite Beziehungswissen darüber hinaus auf eine besondere Weise zu erreichen und zu verändern, indem sich hier streckenweise überwiegend im impliziten Modus arbeiten lässt. Das geschieht auf der Tagtraumebene des Symboldramas (siehe KIP und andere Behandlungsansätze). Das Erlebte oder Erkannte ist dann später im expliziten Modus des tiefenpsychologischen Gesprächs zu markieren und zu integrieren.
Durch die methodenspezifische Beziehungsgestaltung (siehe Vorgehensweise und Anwendung psychodynamischer Konzepte in der KIP) und durch passende Interaktionen von Therapeut und Patient auf der Bildebene wird, ist es möglich, im Hier und Jetzt neue emotionale Beziehungserfahrungen zu vermitteln (Empathie, Feinfühligkeit, Holding) und pathogene unbewusste Vorwegannahmen zu korrigieren. Mit der Übernahme von Hilfs-Ich-Funktionen hilft der Therapeut bei der Affektdifferenzierung und der Realitätsprüfung. Dies trägt zur Förderung von Kompetenzen in Mentalisierung und Symbolisierung bei (siehe Wissenschaftliche Grundlagen, Kernpunkte von Diagnostik und Therapie).
Neurotische Konflikte wie daraus resultierende Symptome lassen sich über die Imagination symbolisch darstellen und verarbeiten. Diese Art von „Konfliktbearbeitung“ wurde als erste Wirkdimension der KIP beschrieben (Leuner 2012). Sie orientiert sich im Grunde genommen an dem klassischen psychoanalytischen Prinzip der Konfliktverarbeitung durch „Erinnern, Wiederholen und Durcharbeiten“ (Freud 1914). Ihre Domäne ist die Behandlung von Krankheitsbildern und Störungen, die auf neurotischen Dispositionen mit relativ gutem ich-strukturellen Funktionsniveau beruhen (siehe Indikationsbereiche).
Bei psychosomatischen Erkrankungen und bei psychogenetisch „frühen“ Störungen liegt in der Regel eine andere Konstellation vor. Hier stehen unerfüllte primäre Bedürfnisse und Bindungswünsche wie auch narzisstische Defizite im Vordergrund. Auf diese Bereiche ist eine zweite Wirkdimension ausgerichtet, die auf eine Erfüllung primärer menschlicher Bedürfnisse ausgerichtet ist und von Leuner (ebd.) als „archaische Bedürfnisbefriedigung“ bezeichnet wurde. In der katathymen Imagination darf der Patient in einem psychophysiologisch entspannten Zustand nachholen, woran es ihm mangelte und jetzt wichtige korrigierende emotionale Beziehungserfahrungen machen. Die therapeutische Begleitung unterstützt und fördert eine begrenzte Regression „vor“ den Konflikt, d. h. in fraglos „gute“ Zeiten der frühkindlichen Entwicklung, und „neben“ den Konflikt, d. h. in wohltuende Fantasiewelten.
Die zwei genannten Wirkdimensionen schließen einander nicht aus. Fantasiefunktionen und Symbolisierungen sind an beiden beteiligt. Die sogenannte dritte Wirkdimension zielt vorrangig auf das Moment der Entfaltung von Fantasie und Kreativität als Basis für Veränderungsprozesse. Auf therapeutischer Seite sind hierfür bestimmte Qualitäten erforderlich, wie etwa die Fähigkeit, sich mental von eingefahrenen Mustern des Denkens, Fühlens und Wollens frei zu machen, um Freude an kreativen Leistungen wie an „außerordentlichen“ Lösungen zulassen zu können. Leuner (ebd.) sah hier Parallelen zum kindlichen Spiel und zur Spieltherapie.

### Vom Experiment zur klinischen Evidenz
Aus den Pionierzeiten der KIP stammt eine ganze Reihe von Berichten über die Wirkungen und Nachwirkungen des Katathymen Bilderlebens (KB) (siehe Geschichte der KIP). In experimentellen Untersuchungen war Leuner zunächst vorrangig mit den bildhaft ausgestalteten „Komplexen“ beschäftigt, die bei symbolvermittelten und affektgetragenen Imaginationen auftreten. Dann begann er sich für die darin enthaltenen therapeutischen Möglichkeiten zu interessieren und klinisch orientierte Fragestellungen anzugehen. Im Zuge der Weiterentwicklung des KB zu einer tiefenpsychologisch fundierten Methode wurden aus der sich formierenden Arbeitsgruppe heraus zahlreiche Publikationen mit Falldarstellungen vorgelegt, die spezifische Resultate enthalten und Aufschluss über die Wirkungsweise geben. Erste Ergebnisse zur allgemeinen Wirksamkeit der Methode als Kurzzeitpsychotherapie kamen von Kulessa und Jung (1980) sowie Wächter und Pudel (1980). Richtungweisend für die spezifische Behandlung von psychosomatischen Krankheiten und funktionellen psychogenen Störungen wurden die Arbeiten zum Einsatz des KB bei Anorexia nervosa (Klessmann und Klessmann 1975), bei gynäkologischen Erkrankungen (Roth 1976), und bei Colitis ulcerosa (Wilke 1979). Eine detaillierte Übersicht findet sich bei Wilke (2012).

### Prozessforschung
Ergebnisse zur Prozessforschung wurden von Stigler und Pokorny in mehreren Publikationen veröffentlicht. Die beiden Autoren kommen u. a. zu dem Schluss, dass Patienten und Therapeuten im Vergleich zu rein verbalen Sequenzen während der Imagination in ihrer Sprache erlebnisnäher sind und mit dem Primärprozess wie mit den Emotionen miteinander auf gleicher Höhe schwingen (Stigler und Pokorny 2012). Masla (2018) hat in einer randomisierten Studie an stationär behandelten psychosomatisch Kranken Anhaltspunkte dafür gewonnen, dass bei Patienten, die mit der KIP behandelt werden, Verbesserungen im Bindungssystem zu erwarten sind.

### Ergebnisforschung
Schon in den Anfängen der Behandlung psychosomatischer Erkrankungen mit der KIP hatte Wilke (1980) in einer kontrollierten Studie Ergebnisse zur Outcome-Forschung vorgelegt. Es handelte sich um Patienten mit einer Colitis ulcerosa, die vom KB in somatischer wie in psychischer Hinsicht profitierten. Aus den Ergebnissen ließ sich u. a. schließen, dass Selbstvertrauen und Durchsetzungsvermögen durch die Tagtraummethode stärker gefördert werden als durch eine analytisch orientierte Gesprächstherapie in Verbindung mit Entspannungssuggestionen. In einer Drei-Jahres-Katamnese wurde deutlich, dass sich die mit KIP behandelten Patienten somatisch wie psychisch gegenüber der Kontrollgruppe als dauerhafter gebessert erwiesen (Wilke 1983). Eine naturalistische Studie zur Wirksamkeit der Methode in der ambulanten Psychotherapie psychogener Störungen (von Wietersheim et al. 2003) zeigte bei den mit KIP behandelten Patienten eine ganze Reihe von positiven Veränderungen bis zum Therapieende, die zum Katamnese-Zeitpunkt (18 Monate) noch weiter zugenommen hatten.
Sachsse u. a.(2016) konnten in einer naturalistischen Studie zur Behandlung von affektiven Störungen, Angststörungen und Somatisierungsstörungen mit der KIP hohe Effektstärken für eine Besserung bei der generellen psychischen Belastung, bei Problemen im Umgang mit anderen Menschen sowie bei den zentralen Symptomen Depression, Angst und Somatisierung belegen.
Sell et al. (2018) verglichen in einer naturalistischen Längsschnittstudie die Wirksamkeit verschiedener psychoanalytisch begründeter Methoden, die mit begleiteten Imaginationen arbeiten. Sie konzentrierten sich auf die KIP und eine auf psychodynamischer Basis praktizierte Form der Hypnosetherapie. Die Befunde sprechen für zwei Phasen der Symptombesserung: eine schnelle Veränderung in den ersten Monaten nach Therapiebeginn und eine zweite, langsamere, aber anhaltende Veränderung im Laufe von Langzeitbehandlungen. Die Ergebnisse dieser Studie legen nahe, dass Patienten mit guten Mentalisierungs- und Symbolisierungskompetenzen innerhalb von einem halben Jahr bereits nicht mehr klinisch belastet sind, was eher für eine Kurzzeitbehandlung dieses Patienten-Typs spricht. Patienten mit niedriger „psychological mindedness“ und hohem Anteil an pathologischen Persönlichkeitsanteilen profitierten zunächst weniger, sodass sie vermutlich längere Behandlungszeiten im Rahmen einer modifizierten KIP-Technik benötigen (Sell et al. 2017).
Gegenwärtig (Stand: Februar 2021) führt eine Forschergruppe um Sell, Sachsse und Benecke eine randomisierte kontrollierte Studie (RCT) durch. Im Vergleich von tiefenpsychologischen Behandlungen mit und ohne KB soll untersucht werden, ob und wenn ja welche Patienten-, Prozess- und Beziehungsmerkmale zu identifizieren sind, die einen zusätzlichen Nutzen des KB erwarten lassen.